# Paula Vázquez
Paula Vázquez Picallo (Ferrol, 26 novembre 1974) è una conduttrice televisiva e attrice spagnola, conosciuta anche per la passata carriera da modella.
In Italia è nota soprattutto per la partecipazione al film "Cinepanettone" del 2001 Merry Christmas, insieme a Massimo Boldi e Christian De Sica.
È attiva soprattutto nella tv spagnola, dove ha condotto programmi per vari canali.

## Filmografia
- Merry Christmas, regia di Neri Parenti (2001)